# Doktor McStuffins
Doktor McStuffins (eng. Doc McStuffins) er en irsk-amerikansk animeret tv-serie for børn, som er produceret af Brown Bag Films. Serien havde premiere den 23. marts 2012 på Disney Channel og Disney Junior, og løb i i alt 5 sæsoner frem til 18. april 2020.